# Eugeniusz Godziejewski
Eugeniusz Godziejewski (ur. 17 grudnia 1885 w majątku Barań, zm. 25 maja 1938 w Grodnie) – generał brygady Wojska Polskiego, kawaler Orderu Virtuti Militari.

## Życiorys
Eugeniusz Godziejewski urodził się 17 grudnia 1885 roku w majątku Barań, w ówczesnej guberni mohylewskiej, w rodzinie Michała i Kamili z Abakanowiczów. Do szkoły realnej uczęszczał w Mohylewie. W latach 1906–1914 studiował w Szkole Politechnicznej we Lwowie. W czasie studiów wstąpił do Organizacji Bojowej PPS, później do Związku Walki Czynnej i w końcu do „Strzelca”.
W czasie I wojny światowej walczył w Legionach Polskich. Początkowo dowodził plutonem, a od 15 stycznia 1915 kompanią w 3 pułku piechoty Legionów. W lipcu 1917, po kryzysie przysięgowym wstąpił do Polskiej Siły Zbrojnej. Od maja 1918 był komendantem Kursu Wyszkoleniowego Piechoty Nr 2, a następnie dowódcą II batalionu 1 pułku piechoty Polskiej Siły Zbrojnej, który w lutym 1919 przemianowany został na 7 pułk piechoty Legionów. W listopadzie 1918 na czele dowodzonego przez siebie pododdziału wziął udział w rozbrajaniu Niemców w Warszawie.
26 stycznia 1919 roku dowodzony przez niego batalion przetransportowany został na Śląsk Cieszyński, gdzie wszedł w skład Grupy gen. Latinika i wziął udział w walkach z Czechami. Bezpośrednio po wywagonowaniu w Skoczowie rusza przeciw Czechom i energicznym natarciem pod Kisielowem wydziera wrogowi wszystkie poprzednio utracone przez oddziały polskie pozycje, trzymając je silnie aż do zawieszenia broni na tym froncie. Nagrodą dla II batalionu za dobre spełnienie swego zadania była wzruszająca chwila jego wmarszu do Cieszyna, gdzie ludność miasta radośnie witała zwycięzców.
7 marca 1919 roku, w walce pod Wołczuchami, rozpoczął swój udział w wojnie z Ukraińcami. Pomyślny przebieg tej walki zakończony został pościgiem za nieprzyjacielem, a następnie zajęciem Sądowej Wiszni i jej obroną do 22 marca, do czasu przybycia z odsieczą oddziałów Grupy gen. Aleksandrowicza.
Od 15 sierpnia do 2 września 1919 roku dowodził 9 pułkiem piechoty Legionów. 18 listopada 1919 roku mianowany został sztabowym oficerem inspekcyjnym piechoty Dowództwa Okręgu Generalnego „Lublin”. 24 czerwca 1920 roku wyznaczony został na identyczne stanowisko służbowe w Dowództwie Okręgu Generalnego „Poznań”. 23 grudnia 1921 roku objął dowództwo 85 pułku Strzelców Wileńskich. W 1923 roku pełnił obowiązki dowódcy 70 pułku piechoty w Jarocinie. W następnym roku został zatwierdzony na stanowisku dowódcy pułku, a dowództwo dyslokowane do Pleszewa.
6 sierpnia 1927 roku został przeniesiony do Korpusu Ochrony Pogranicza i mianowany dowódcą 4 Brygady Ochrony Pogranicza w Czortkowie. Od 6 grudnia 1929 roku do 10 lipca 1930 roku był słuchaczem IV Kursu Centrum Wyższych Studiów Wojskowych w Warszawie. 19 czerwca 1931 roku został zwolniony ze stanowiska dowódcy Brygady KOP „Podole” i mianowany dowódcą 19 Dywizji Piechoty w Wilnie.
Po dwóch latach dowodzenia wileńską dywizją i dziewięciu latach służby w stopniu pułkownika awansowany został na generała brygady. Felicjan Sławoj Składkowski zanotował opinię, jaką na temat pułkownika Godziejewskiego wygłosił Józef Piłsudski 13 grudnia 1933 roku, w czasie „posiedzenia awansowanego” w GISZ: Długi czas namyślałem się, kogo dać do 19 Dywizji Piechoty po generale Kasprzyckim. Pułkownik Godziejewski ma: le bon sens, qui commande (zdrowy rozsądek, który rozkazuje). Są to słowa Napoleona i ten właśnie zdrowy spokojny rozsądek ma pułkownik Godziejewski. Dalej, jest u niego staranność pracy – nadzwyczajna. W tym roku jeszcze raz zbadałem jego pracę i nie znajduję, wyznam panom, pogorszenia. Staranność – znacznie wyższa niż przeciętna. Nad awansami na generałów będzie, jak zwykle, tajne głosowanie, bez dyskusji. Głosowanie na piśmie, w którym uczestniczyli inspektorowie armii, wiceministrowie spraw wojskowych z zastępcami i generał Bolesław Wieniawa-Długoszowski przebiegło dla pułkownika pomyślnie.
17 grudnia 1933 roku Prezydent RP Ignacy Mościcki nadał mu z dniem 1 stycznia 1934 roku stopień generała brygady i 1. lokatą w korpusie generałów. W 1936 roku wyznaczony został na stanowisko zastępcy dowódcy Okręgu Korpusu Nr III w Grodnie. Pełniąc służbę na tym stanowisku zmarł 25 maja 1938 roku.

## Awanse
- chorąży – 12 października 1914
- podporucznik – 25 czerwca 1915
- porucznik – 1 listopada 1915
- kapitan – 1 listopada 1916
- major – 15 października 1918
- podpułkownik – 3 maja 1922 zweryfikowany ze starszeństwem z dniem 1 czerwca 1919 i 123. lokatą w korpusie oficerów piechoty
- pułkownik – 1 grudnia 1924 ze starszeństwem z dniem 15 sierpnia 1924 i 14. lokatą w korpusie oficerów piechoty
- generał brygady – ze starszeństwem z dniem 1 stycznia 1934

## Ordery i odznaczenia
- Krzyż Srebrny Orderu Wojskowego Virtuti Militari nr 4935[12]
- Krzyż Komandorski Orderu Odrodzenia Polski (pośmiertnie, 10 listopada 1938)[13]
- Krzyż Niepodległości (12 maja 1931)[14]
- Krzyż Oficerski Orderu Odrodzenia Polski (10 listopada 1928)[15]
- Krzyż Walecznych (czterokrotnie)[16]
- Złoty Krzyż Zasługi[16]
- Medal Pamiątkowy za Wojnę 1918–1921[16]
- Medal Dziesięciolecia Odzyskanej Niepodległości[16]
- Krzyż za Obronę Śląska Cieszyńskiego I klasy[17]
- Medal Pamiątkowy za Obronę Śląska Cieszyńskiego[18]